# Alebra eburnea
Alebra eburnea är en insektsart som beskrevs av Delong 1918. Alebra eburnea ingår i släktet Alebra och familjen dvärgstritar. Inga underarter finns listade i Catalogue of Life.